# Эссиньи-ле-Пети
Эссиньи́-ле-Пети́ (фр. Essigny-le-Petit) — коммуна во Франции, находится в регионе Пикардия. Департамент коммуны — Эна. Входит в состав кантона Сен-Кантен-2. Округ коммуны — Сен-Кантен.
Код INSEE коммуны — 02288.

## Население
Население коммуны на 2010 год составляло 377 человек.
| 1962 | 1968 | 1975 | 1982 | 1990 | 1999 | 2010 |
| ---- | ---- | ---- | ---- | ---- | ---- | ---- |
| 353  | 402  | 421  | 383  | 399  | 377  | 377  |

## Экономика
В 2010 году среди 226 человек трудоспособного возраста (15—64 лет) 163 были экономически активными, 63 — неактивными (показатель активности — 72,1 %, в 1999 году было 63,5 %). Из 163 активных жителей работали 142 человека (77 мужчин и 65 женщин), безработных было 21 (12 мужчин и 9 женщин). Среди 63 неактивных 14 человек были учениками или студентами, 19 — пенсионерами, 30 были неактивными по другим причинам.